# Lomographa luciferata
Lomographa luciferata är en fjärilsart som beskrevs av Walker 1862. Lomographa luciferata ingår i släktet Lomographa och familjen mätare. Inga underarter finns listade i Catalogue of Life.